# Bannikuppe, Hunsur
Bannikuppe là một làng thuộc tehsil Hunsur, huyện Mysore, bang Karnataka, Ấn Độ.